# Malta Jazz Festival
Malta Jazz Festival – trzydniowy festiwal jazzowy organizowany przez Radę Kultury i Sztuki na Malcie (ang. Malta Council for Culture and the Arts) odbywający się każdego roku od 1990 w lipcu. Lokalizacja festiwalu mieści się na wybrzeżu Valletta. Dotąd festiwal odwiedziło wielu znakomitych artystów takich jak: Wayne Shorter, John Patitucci, Diana Krall, Chick Corea, Al Di Meola, Natalie Cole, Michel Petrucciani czy Richard Bona oraz Mike Stern.
W lipcu 2015 roku na festiwalu wystąpili m.in. Danilo Pérez, Brian Blade, John Patitucci, Chris Potter, Eric Harland czy Dave Holland oraz Chucho Valdés i Kurt Elling.